# Antenne fouet

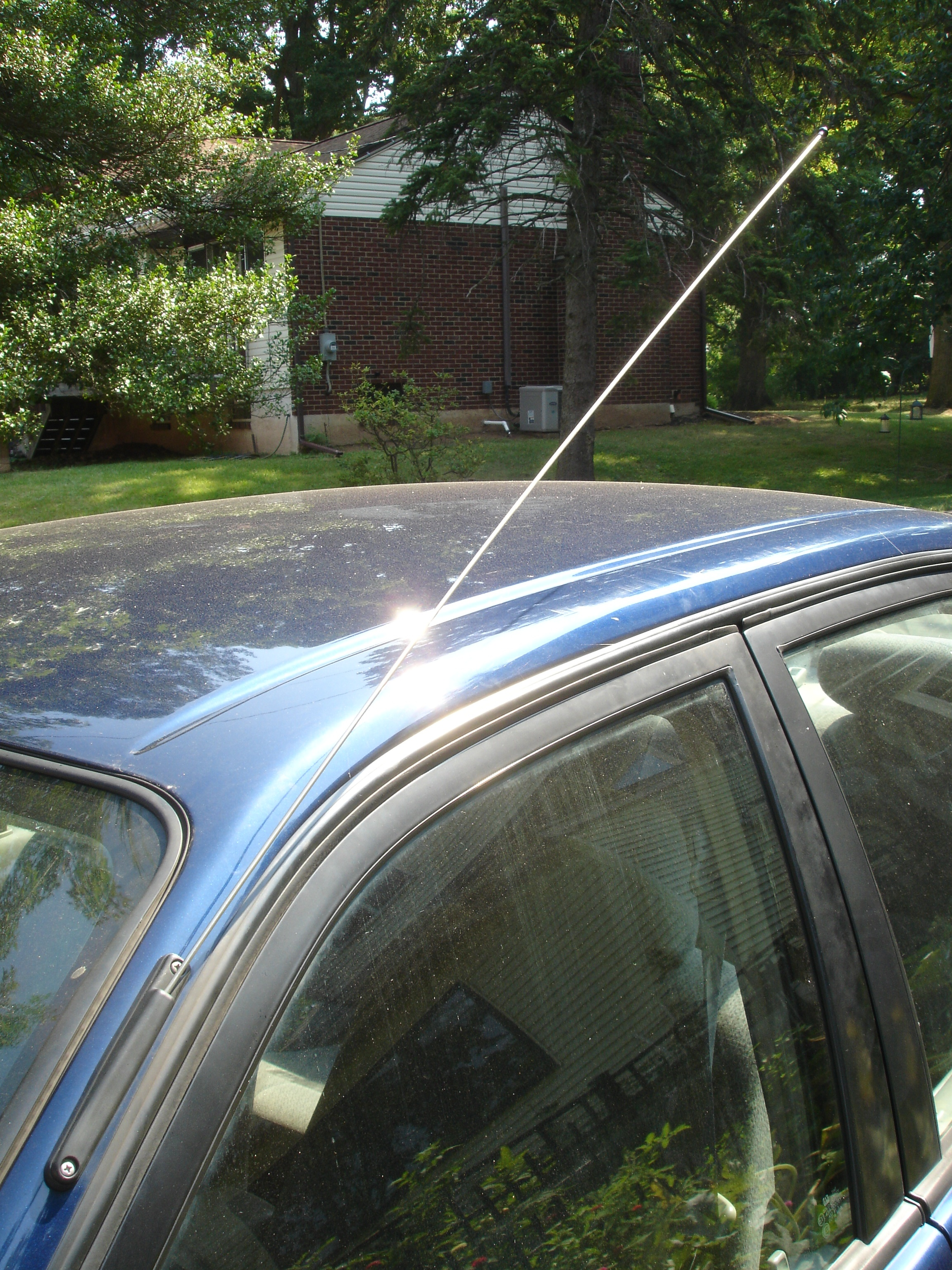
Antenne fouet sur une voiture

 (avril 2013).
Si vous disposez d'ouvrages ou d'articles de référence ou si vous connaissez des sites web de qualité traitant du thème abordé ici, merci de compléter l'article en donnant les références utiles à sa vérifiabilité et en les liant à la section « Notes et références ».
Pour les articles homonymes, voir fouet.
L'antenne fouet est constituée d'un brin accordé rayonnant flexible, le plus souvent placé verticalement pour la réception classique ou à l'émission amateur et professionnelle dans le spectre allant jusqu'à 2 000 MHz. Se composant d'une embase horizontale, parfois magnétique, elle est largement utilisée en C-B (27 MHz) mobile et autres radio-téléphones. Sa longueur équivaut souvent au quart, voire au demi d'une longueur d'onde entière. Pour les longueurs d'onde les plus importantes, comme pour la CB (11 m), elle peut être raccourcie par un complément de bobinage.    

## Télévision
Il existe une version dédiée à la télévision (TNT) sur UHF, pouvant incorporer un préamplificateur d'antenne, qui peut être utilisée en antenne d'intérieur ou en extérieur. Sa hauteur/longueur est < 15 cm. Pour la réception de la TNT française, le brin doit être horizontal puisque la polarisation est H, sauf à 2 exceptions près. Le gain d'antenne est proche de 0 dBd, voire négatif. La directivité est de type omnidirectionnel (360°) en mode Vertical et de type bidirectionnel en mode Horizontal, c’est-à-dire quand la tige est placée perpendiculairement à l'axe des signaux.

## Téléphones et Wi-Fi
Les antennes fouets sont parfois intégrées dans les portables (téléphonie) 900 et 1 800 MHz, tout comme elles peuvent être montées sur le pavillon (idéal au centre) des carrosseries des véhicules pour bénéficier du meilleur rendement. Idem pour les autres applications.
En Wi-Fi, la partie active de l'antenne fouet (genre de stylo) ne mesure que 2,5 cm.